# Margalida Tous Binimelis
Margalida Tous Binimelis (Ciutat de Mallorca, 1984), és una poeta balear.
És llicenciada en Filologia Catalana per la Universitat de les Illes Balears. Ha publicat articles de literatura a revistes com Lluc i Cala Murta i alguns poemes a la revista S'Esclop. Ha participat en el congrés Joan Alcover, Miquel Costa i Llobera i els llenguatges estètics del seu temps, així com a les Jornades d'estudi sobre Baltasar Porcel. El 2009 va participar en el certamen poètic Solstici d'estiu 2009 de la Fundació ACA, en representació de Mallorca.